# Zāgheh (ort i Iran)
Zāgheh (persiska: زاغِۀ اَكبَر آباد, زاغه, Zāgheh-ye Akbarābād) är en ort i Iran.   Den ligger i provinsen Markazi, i den centrala delen av landet, 300 km sydväst om huvudstaden Teheran. Zāgheh ligger 1 865 meter över havet och antalet invånare är 104.
Terrängen runt Zāgheh är kuperad. Runt Zāgheh är det ganska tätbefolkat, med 166 invånare per kvadratkilometer. Närmaste större samhälle är Aznā, 19,0 km söder om Zāgheh. Trakten runt Zāgheh består i huvudsak av gräsmarker.